# Ивановское (Днепропетровская область)
Ивановское (укр. Іванівське) — село,
Письменский поселковый совет,
Васильковский район,
Днепропетровская область,
Украина.
Код КОАТУУ — 1220755406. Население по переписи 2001 года составляло 20 человек.

## Географическое положение
Село Ивановское находится на расстоянии в 1 км от села Лубянцы, в 1,5 км от села Дибровка, в 2,5 км от пгт Письменное.
По селу протекает пересыхающий ручей с запрудой.